# Jakac
Jakac je priimek v Sloveniji, ki ga je po podatkih Statističnega urada Republike Slovenije na dan 1. januarja 2010 uporabljalo 115 oseb.

## Znani nosilci priimka
- Gregor Jakac, glasbenik
- Božidar Jakac (1899—1989), slikar in grafik, prof. AUU, predvojni filmski snemalec
- Tatjana Jakac (1911—2003), soproga Božidarja in njegov model; donatorka
- Vilenka Jakac Bizjak (1950—2023), bibliotekarka, direktorica Knjižnice Otona Župančiča

## Tuji nosilci
- Dušan Jakac (1906—2005), hrvaški dermatovenerolog
- Igor Jakac (1941—1991), hrvaški arhitekt, pevec in skladatelj
- Jakov Jakac (1866—1960), hrvaški šolnik, filolog